# Karen Budge
Karen Annette Budge, coniugata Eaton (Jackson, 14 novembre 1949), è un'ex sciatrice alpina statunitense, vincitrice della Can-Am Cup nel 1971.

## Biografia

### Stagioni 1966-1968
Sciatrice polivalente originaria di Jackson Hole e moglie di Gordon Eaton, a sua volte sciatore alpino, Karen Budge debuttò in campo internazionale in occasione della High Sierra Cup 1966, il 2 aprile a Heavenly Valley in slalom gigante senza completare la prova, e nel 1967 fu 3ª nello slalom speciale e nella combinata del Critérium de la première neige, disputati tra il 12 e il 17 dicembre a Val-d'Isère.
In Coppa del Mondo esordì il 5 gennaio 1968 a Oberstaufen in slalom gigante, senza completare la prova, ottenne il primo piazzamento il giorno successivo nella medesima località in slalom speciale (20ª) e il primo piazzamento di rilievo il 27 gennaio seguente a Saint-Gervais-les-Bains in discesa libera (6ª). Nello stesso anno fu convocata per i X Giochi olimpici invernali di Grenoble 1968, ma non prese il via alla gara di discesa libera, e vinse il titolo statunitense nello slalom gigante e nello slalom speciale e quello nordamericano nello slalom gigante.

### Stagioni 1969-1973
Conquistò il primo podio in Coppa del Mondo il 20 marzo 1969 a Waterville Valley in slalom gigante (2ª dietro a Bernadette Rauter) e l'anno dopo ai Mondiali di Val Gardena 1970, sua prima presenza iridata, si classificò 16ª nella discesa libera, unica gara cui prese parte; il 26 febbraio 1971 colse il suo secondo e ultimo podio in Coppa del Mondo, a Heavenly Valley in slalom gigante (2ª dietro a Barbara Cochran) e in quella stessa stagione 1970-1971 si aggiudicò la prima edizione della Can-Am Cup.
Nella stagione successiva prese parte agli XI Giochi olimpici invernali di Sapporo 1972, validi anche come Mondiali 1972, classificandosi 14ª nella discesa libera e 23ª nello slalom gigante; in Coppa del Mondo ottenne l'ultimo piazzamento il 1º marzo 1972 a Heavenly Valley in slalom gigante (6ª) e prese per l'ultima volta il via il 20 gennaio 1973 a Saint-Gervais-les-Bains nella medesima specialità, senza completare la prova.

## Palmarès

### Coppa del Mondo
- Miglior piazzamento in classifica generale: 13ª nel 1969
- 2 podi (entrambi in slalom gigante):
  - 2 secondi posti

### Can-Am Cup
- Vincitrice della Can-Am Cup nel 1971[senza fonte]

### Campionati statunitensi
- 1 oro (combinata nel 1967)[8]